# 1992年冬季残疾人奥林匹克运动会独联体代表团
1992年冬季残疾人奥林匹克运动会独联体代表团是独联体派出的1992年冬季残疾人奥林匹克运动会代表团。获得枚10金牌、8枚银牌和3枚铜牌。